# St. Pauls (Newfoundland en Labrador)
St. Pauls is een gemeente (town) in de Canadese provincie Newfoundland en Labrador.

## Geschiedenis
In 1968 werd het dorp een gemeente met de status van local government community (LGC). In 1980 werden LGC's op basis van The Municipalities Act als bestuursvorm afgeschaft. De gemeente werd daarop automatisch een community om via een algemene wet in 1996 uiteindelijk een town te worden.

## Geografie
De gemeente ligt in het westen van het Great Northern Peninsula aan de noordwestkust van het eiland Newfoundland. St. Pauls grenst in het noorden aan Cow Head en in het oosten en zuiden aan het Nationaal Park Gros Morne. De plaats is bereikbaar via provinciale route 430.
Anderhalve kilometer ten westen van de gemeentegrens van St. Pauls ligt de kaap Broom Point.

## Demografie
Demografisch gezien is St. Pauls, net zoals de meeste kleine dorpen op Newfoundland, aan het krimpen. Tussen 1991 en 2021 daalde de bevolkingsomvang van 448 naar 202. Dat komt neer op een daling van 246 inwoners (-54,9%) in dertig jaar tijd.
| Demografische ontwikkeling van St. Pauls tussen 1991 en 2021    |
| --------------------------------------------------------------- |
|                                                                 |
| Bron: Statistics Canada (1991–1996, 2001–2006, 2011–2016, 2021) |